# Ceilán en los Juegos Olímpicos de Tokio 1964
Ceilán (actualmente Sri Lanka) estuvo representado en los Juegos Olímpicos de Tokio 1964 por seis deportistas masculinos que compitieron en cuatro deportes.
El equipo olímpico no obtuvo ninguna medalla en estos Juegos.